# Fuller Building
Le Fuller Building était aussi le nom original du Flatiron Building.
Le Fuller Building est un gratte-ciel situé sur le coin nord-est au 41-45 Est 57e Rue et sur Madison Avenue à New York.

## Construction
Le Fuller a été construit pour la Fuller Construction Company en 1929 après leur déménagement du Flatiron Building. En phase avec leur époque, les architectes Walker & Gilette ont inclus beaucoup de caractéristiques Art déco dans les décorations intérieures et extérieures du gratte-ciel. Comme Christopher Gray l'a écrit dans The New York Times, "Il a été construit en 1929 comme un témoignage de l'âge du jazz pour l'économie commerciale chic de la 57ème Rue".
En tant qu'entrepreneur, la Fuller Construction Company a par la suite construit le complexe des Nations unies, la Lever House et le bâtiment de la Cour suprême des États-Unis.

## Galeries d'art
Le Fuller est connu pour abriter un grand nombre des plus importantes galeries new-yorkaises, dont la galerie André Emmerich (fermée), la galerie Robert Miller (déplacée), la galerie Charles Egan (fermée), la galerie David McKee (déplacée), la galerie David Findlay Jr., la galerie Katharina Rich Perlow,la galerie Zabriskie, la galerie Andrew Crispo (fermée), et la galerie novatrice Pierre Matisse (fermée), entre autres. Bien que de nombreuses Galeries aient soit déménagé soit fermé, de nombreuses galeries plus récentes, comme la galerie Jason McCoy (11e étage) et la galerie Wendt, les ont remplacées.

## Source
- Emporis building 115552